# NGC 1691
NGC 1691 ist eine linsenförmige Galaxie vom Hubble-Typ SB0-a im Sternbild Orion. Sie ist schätzungsweise 202 Millionen Lichtjahre von der Milchstraße entfernt.
Das Objekt wurde am 15. Dezember 1876 von Edouard Stephan entdeckt.